# 144-я стрелковая дивизия
144-я стрелковая дивизия — стрелковое тактическое соединение Рабоче-крестьянской Красной армии ВС Союза ССР, во Второй мировой войне.
В действующей армии: с июля 1941 года по 3 сентября 1945 года. Наименования формирования, действительные:
- полное (по окончании войны) — 144-я стрелковая Виленская Краснознамённая орденов Суворова, Кутузова, Александра Невского дивизия;
- сокращённое — 144 сд.

## История
Начала формирование 09.09.1939 года в Ивановской области.

## Боевой путь дивизии
Принимала участие в Зимней войне.
В 1941 году штаб дивизии и большинство её частей дислоцировались во Владимире, 398-й гаубичный артиллерийский полк (398 гап), дислоцировался в Коврове. На 22 июня дивизия находилась в Ковровских летних военных лагерях.

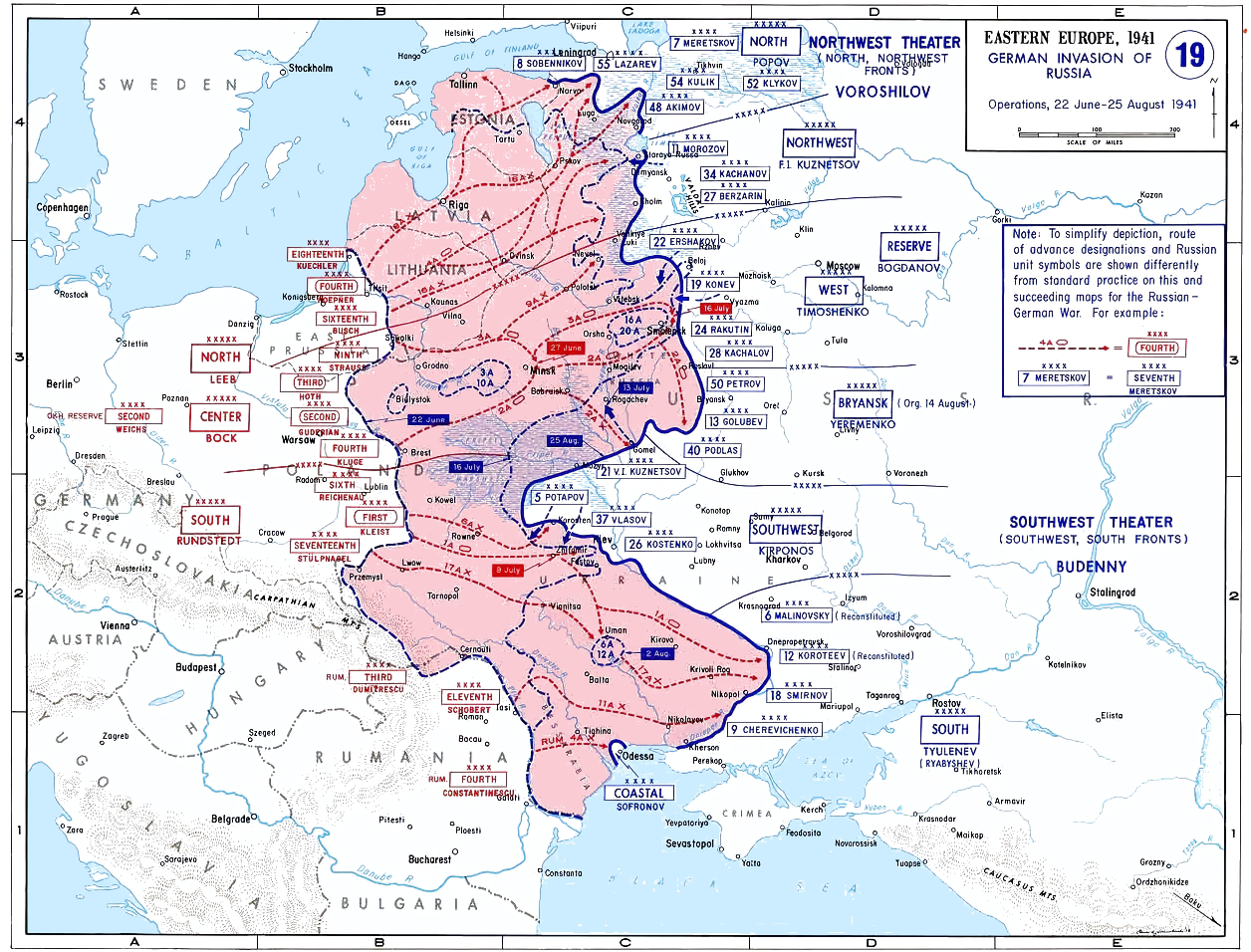
Июль-сентябрь 1941

29.06.1941 года 144 сд начала переброску своих частей эшелонами № 8366-8398. Изначально была поставлена задача на сосредоточение частей дивизии в районе г. Кричев — Чаусы. Однако быстрое продвижение германских войск изменили планы. Соединение перенаправили на выгрузку в район города Орша, с выходом на линию Любавичи — Красное. С 04 — 05.07.1941 года начинается разгрузка эшелонов в районе Орши. Некоторые части успели выгрузиться в городе Кричев и добирались в расположение дивизии самостоятельно по маршруту следования через Мстиславль — Кадино — Ляды — станция Красное. К месту назначения 144 сд прибыла с большим некомплектом личного состава и техники.
12.07.41 дивизия вступает в бой. 144 сд, удерживая переправы на р. Днепр, содействует 1 мсд в уничтожении групп противника к югу от р. Днепр на участке Кобрынь — Ленино. 14.07.41 г части дивизии обороняют участок р. Днепр (линия Россасна — Клименки) срывая переправу германских войск. В район д. Ляды выдвигают отряд и уничтожают прорвавшуюся группу неприятельских войск. Батальон дивизии, имея перед собой до двух рот противника с 5 — 7 танками, с боями занял д. Ляды. 15.07.1941 года соединение сосредоточилось на северном берегу Днепра (исключая один батальон, направленный на Ляды) и получила задачу прикрытия направления Рудня — Гусино и Рудня — Любавичи — Красное. Вечером 15.07.41 г. дивизия получает боевой приказ:

«144 сд в ночь на 16.07.41 г произвести перегруппировку и к 8.00 16.07.41 г выйти район Зелёный, Рудня, Зуй с тем, чтобы, заняв оборону, не допустить развитие прорыва противником в направлениях Рудня, Гусино; Рудня, Любавичи, Красное, оставив один батальон с артдивом в районе Пекла».
17.07. дивизия выходит на рубеж Рудня — Халютино. 18.07.41 г дивизия атакует противника в районе Рудня, где обороняется мотополк 12 тд противника. 19.07.1941 года Рудня была отбита (после залпа «катюш» батареи капитана Флёрова И. А), но вечером 20.07.1941 года Рудня вновь оставлена и 144 сд правофланговым полком отошла на рубеж Дворище — Батьково. 22.07.41 г Соединение в результате упорных боёв, под давлением пехоты противника и атак с воздуха, отошла и к 11.00 22.7 занимала рубеж (иск.) Молево Болото — ст. Б. Плоская. 23.07.41 г дивизия отходит на рубеж Мал. Возмище — Волковая — Шеханы, выдвинув не менее батальона на рубеж Пустошь — Подберезная — Каспля. 25.07.41 г приказ:

«к 24 ч 00 м новый рубеж: Выдра, выс. 213.7, Зыки, Ребяки, Куприно. На прежнем рубеже остаются передовые отряды. Резерв силою до полка — в районе Холм»
25.07.41 г части дивизии вели напряжённые бои в районе Выдра — Водковая против частей 5 пд противника, засевших в укреплениях полевого типа (блиндажи, окопы полного профиля) на выс. 213.7, Ерши, Гарицы, Савенки, Б. Возмище и М. Возмище.
27.07.41 г к 12 ч. 00 мин дивизия сосредоточилась в районе Матюшино — Замошье — Козарево., 29.07.41 г части дивизии ведут бои против 15-й баварской дивизии противника и закрепляются на рубеже Смугулино — Порфилово. 30.07.41 г дивизия, совместно с остатками других частей, обороняется на рубеже: вх. Шокино — Вейна — Петровское — Букова и ценой неимоверных усилий и многочисленных жертв пытается его удержать. К 31.07.1941 года дивизия окружена и ведёт бои на рубеже: свх. Шокино — Бережняны — Перфилова — Псарды — Токари — Мох. Богдановка — Облогино. Снабжение боеприпасами и топливом осуществляется ночью по воздуху самолётами ТБ-3 (10 шт). В субботу 2.08.41 года получен боевой приказ:

«С 4.00 3.08 частью сил прочно удерживать р. Хмость и, применяя подвижную оборону на рубежах рек Надва, Орлея, пробиться к переправам на р. Днепр на участке (иск.) Заборье, устье реки Устром и к 5.00 4.8 занять оборону по р. Днепр на указанном участке».
144-я сд с боями прорывается в заданный район д. Ратчино. Противник пытается обойти по флангам и выйти в район переправы. 2.08.41 г в районе переправы на р. Днепр, артвзвод лейтенанта Фёдорова П.А из 308-го ЛАП, входящего в состав 144 сд, ценой жизни останавливает танковый прорыв 21-го тп из 20-й тд вермахта, что позволяет частям подойти к наводимой переправе на р. Днепр и занять оборону. 3.08.41 г начинается переправа техники, вооружения и личного состава 144 сд. Дивизия переправлялась на Ратчинской переправе, в районе деревни Заборье. Численность личного состава дивизии, после переправы на восточный берег Днепра, к исходу 4.08.41 г, составляла около 440 человек. К вечеру 4.08.41 г 144 сд заняла оборону на рубеже: устье р. Устром и 3 км южнее, тем самым выполнив приказ.
На 28.08.41 г в дивизии остаётся 30 орудий, не считая противотанковых.

### Операция «Тайфун»

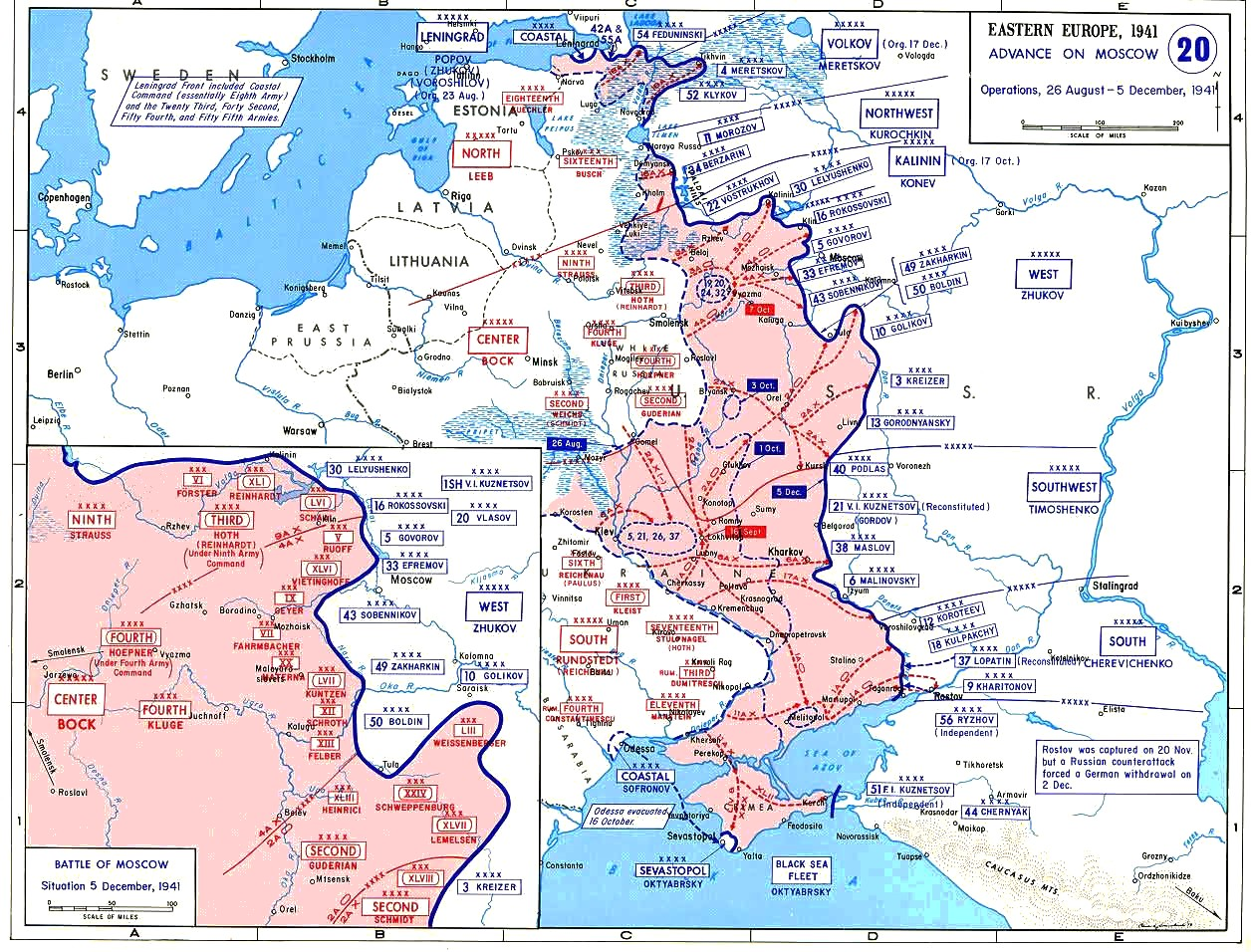
Операция «Тайфун»

На 01.10.1941 года 144 сд частично пополнена и занимает полосу обороны по восточному берегу Днепра от Соловьево до Белой Гривы и имеет перед своим фронтом части 86-й пехотной дивизии немцев. В ходе начавшейся 2 октября 1941 года операции «Тайфун», 144-й дивизия продолжает удерживать оборону, но в связи с резким ухудшением обстановки в течение 5—6 октября получает приказ на отход к Вязьме через Дорогобуж — Бодлино.
На 10.10.41 года большинство частей, входящих в дивизию, в составе Группы командующего 20-й армии Западного фронта генерал-лейтенанта Ершакова окружены юго-западнее Вязьмы.
В середине октября в районе Дорохова из окружения вышла группа бойцов и командиров Красной армии, включавшая офицеров 144-й дивизии со штабными документами, что послужило основанием исключить дивизию из списка частей и соединений для расформирования. Остатки дивизии совместно с окруженцами из других соединений были направлены в Алабинские лагеря для переформирования, однако, не успев приступить к переформированию, эти части были переброшены в район д. Локотня и заняли оборону на дороге Руза — Звенигород (Аксиньино, Козино, Скоково, Новоалександровка, Аниково). С 29.10.1941 года дивизия вела оборонительные бои под Звенигородом. С начала декабря до 20.12.1941 года вела наступательные бои в том же районе, затем в районе Старой Рузы, приняла участие в освобождении Можайска, Бородино, Гжатска.

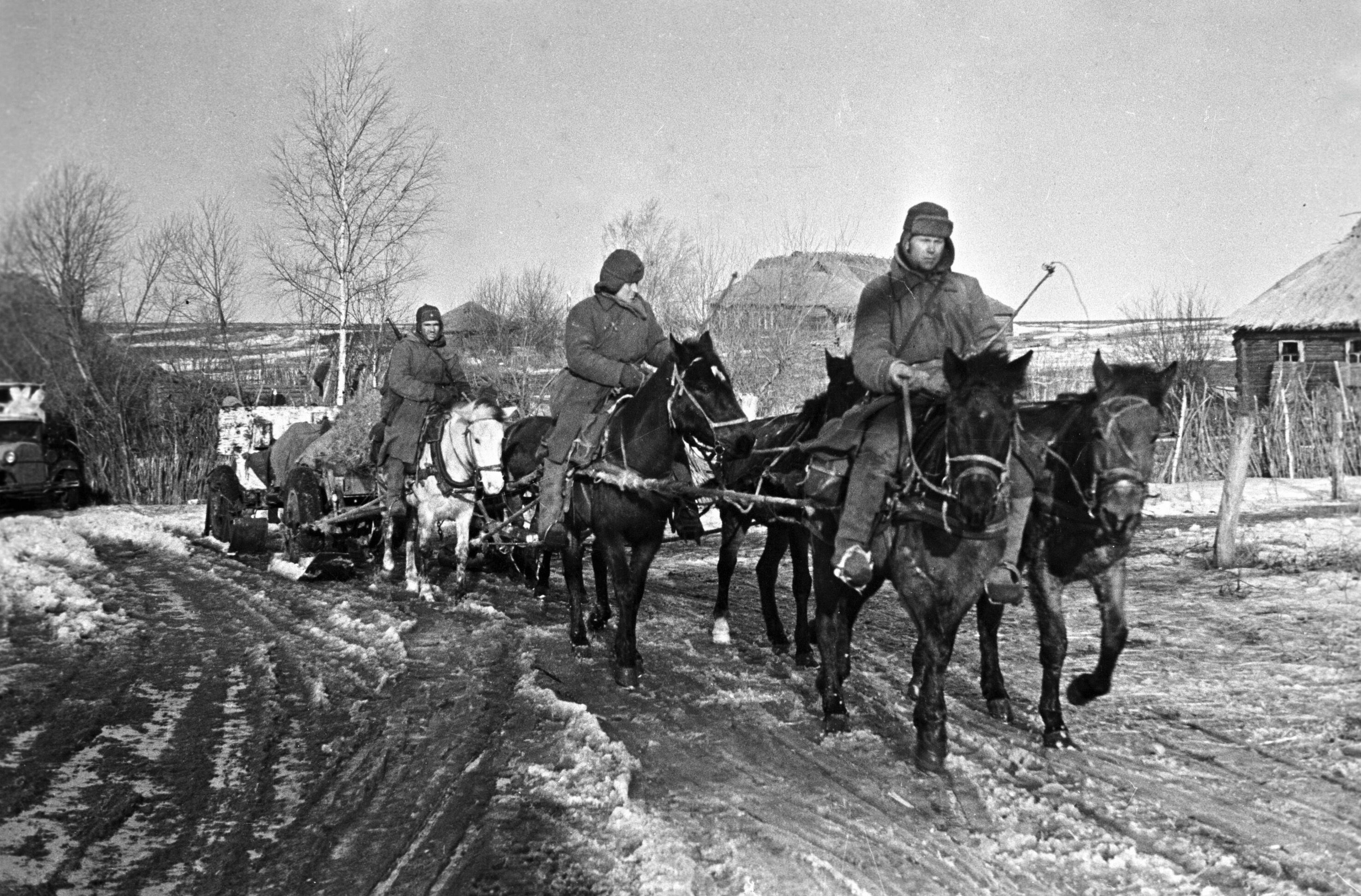
Конный обоз артиллерии полка 144-й стрелковой дивизии выдвигается на линию фронта северо-западнее Вязьмы, 1 марта 1943 года/

В 1943 году дивизия принимала участие в Смоленской наступательной операции, летом 1944 года — в Белорусской наступательной операции. Участвовала в освобождении Вязьмы, Невеля и других городов.
В ходе Вильнюсской наступательной операции, передовые части дивизии прорвались на окраины города:
- в 5 часов утра 7 июля 1944 года танковый десант пехотинцев 449-го стрелкового полка 144-й стрелковой дивизии на танках 35-й гвардейской танковой бригады вышел к окраине Вильнюса и захватил немецкий аэродром, уничтожив находившиеся здесь самолёты. В дальнейшем, основные силы 449-го стрелкового полка заняли оборону в районе аэродрома и отразили четыре немецкие контратаки. Один батальон 449-го стрелкового полка продолжил наступление под командованием И. И. Руденко продолжил продвижение к Вильнюсу, он выбил противника из посёлка Долна и перерезал шоссе[1].
- в это же время наступающие части 785-го стрелкового полка 144-й стрелковой дивизии выбили немцев из предместья Гурно на восточной окраине Вильнюса[1].

В дальнейшем, советские части встретили ожесточённое сопротивление и в результате 12 немецких контратак были вынуждены отступить.
13 июля 1944 года, после штурма последних очагов сопротивления, Вильнюс был полностью освобождён. Солдаты 144-й стрелковой дивизии из взвода лейтенанта Андрианова подняли Красное знамя на башне Гедимина (в дальнейшем, знамя было передано в Центральный музей Вооружённых Сил).
Впоследствии принимала участие в Гумбинненской, Восточно-Прусской наступательных операциях.
В октябре 1944 года дивизия перешла границу Германии в Восточной Пруссии. 18 октября 1944 года подразделения 144 дивизии совместно с другими частями Рабоче-крестьянской Красной армии участвовали в штурме города Эйдкау. В результате упорных боёв город был взят. 31 июля, преодолев оборону врага на линии фортов Старой крепости, обойдя мощные форты № 4 и № 5, дивизия с юга ворвалась в Каунас.
В период с 26 октября 1944 года по 14 января 1945 года дивизия с боями прорывала укрепления противника в районе Гросс Дегезен и населённых пунктов Бильдервайтшен, Грабляугкен, Петерлаукен, Йукнишкен, Вильпишен, Люкошен и Кегстен.
13, 14 и 15 января 1945 года 144 дивизя штурмовала полосу укреплений противника на подступах к населённому пункту Тутшен. К вечеру 15 января 1945 года Тутшен был взят.
20 января 1945 года воинами 144 дивизии был занят посёлок Гервен (ныне посёлок Приозёрное Калининградской области).
25 января 1945 года части 144 дивизии форсировали реку Алле и с севера подошли к городу Алленбург. Совместно с другими частями Рабоче-крестьянской Красной армии, после подавления обороны противнка артиллерией, к вечеру 26 января полуразрушенный Алленбург был взят.
С 28.01 по 02.02 1945 года подразделения дивизии участвовали в боях за Ромиттен.
С 9 по 19 февраля 1945 года подразделения 144-й сд вели напряжённые бои в районе населённых пунктов Золлникен, Тифенталь (ныне пос. Высокое, Калининградская область), Кройцбург и Каверн (ныне пос. Садовое, Калининградская область).
18 марта 1945 года воинами 144-й стрелковой дивизии был взят Риппен (ныне пос. Совхозное, Калининградской обл.,Багратионовского р-а). С 25 по 29 марта дивизия вела бои в окрестности населённых пунктов Шнекенберг и Гросс Хоппенбрух (ныне пос. Знаменка, Калининградской обл., Гурьевского городского округа).
После ликвидации хейльсбергской группировки противника, к 6 апреля 1945 года, к началу штурма Кенигсберга, 144-я дивизия в составе подразделений 5-й армии была передислоцирована в центр Земландского полуострова в район горы Гальтгарбен и населённого пункта Куменен, где вошла в боевое соприкосновение с земландской группировкой противника. Целью этих манёвров было: блокировать земландскую группировку во время штурма Кенигсберга и разгромить её после взятия города.
С 7 по 19 апреля дивизия вела бои за Куменен. и населённые пункты Шпаллвиттен, Пойерштитен, Норгау и Кляйн Диршкайм, к западу от Куменина и горы Гальтгарбен, потеряв при этом более 150 человек убитыми.
19 апреля 1945 года вышла на побережье Балтийского моря.
К началу войны с Японией переброшена на Дальний Восток, где принимала участие в Харбино-Гиринской наступательной операции.

## Состав
- управление (штаб)
- 449-й стрелковый полк
- 612-й стрелковый полк
- 785-й стрелковый полк
- 398-й гаубичный артиллерийский полк
- 308-й лёгкий артиллерийский полк
- 270-й отдельный истребительно-противотанковый дивизион
- 158-я отдельная разведывательная рота
- 226-й отдельный сапёрный батальон
- 217-й отдельный батальон связи
- 205-й медико-санитарный батальон
- 86-я отдельная рота химический защиты
- 155-я автотранспортная рота
- 284-я полевая хлебпекарня
- 14173-я полевая почтовая станция
- 656-я полевая касса Госбанка[4]
- 2-й отдельный кавалерийский отряд ВС Западного фронта (OKO-2-ВС, с 1942 года полк)
- 81-й гвардейский тяжёлый танковый полк (февраль 1945 года, до 17.02.45г.)

## В составе
- Резерва Ставки ВГК 20-й стрелковый корпус — на 01.07.1941 года.
- Западный фронт, 20-я армия, 69-й стрелковый корпус — с середины июля 1941 года.
- Западный фронт, 20-я армия — на 01.10.1941 года.
- Западный фронт, 5-я армия — с осени 1941 года.
- Западный фронт, 33-я армия — на 01.04.1943 года.
- Западный фронт, 33-я армия, 65-й стрелковый корпус — на 01.10.1943 года.
- 3-й Белорусский фронт, 5-я армия, 65-й стрелковый корпус — на 01.07.1944 года — до конца боевых действий на западе.
- 1-й Дальневосточный фронт, 5-я армия — июль-сентябрь 1945 года.

## Командование

### Командиры
- Пронин, Михаил Андреевич (10.09.1939 — 24.06.1942), комбриг, с 04.06.1940 генерал-майор
- Плешаков, Иван Николаевич (25.06.1942 — 23.09.1942), полковник
- Яблоков, Фёдор Дмитриевич (24.09.1942 — 02.09.1943), полковник
- Каплун, Андрей Аввакумович (07.09.1943 — 17.09.1943), полковник
- Савинов, Иван Фёдорович (18.09.1943 — 07.10.1943), полковник
- Каплун, Андрей Аввакумович (08.10.1943 — 05.02.1944), полковник
- Донец, Александр Алексеевич (06.02.1944 — 28.01.1945), полковник
- Перепич, Григорий Фёдорович (28.01.1945 — 22.02.1945), полковник
- Зорин, Николай Тимофеевич (23.02.1945 — 06.10.1947), полковник

…
- Яковлев, Леонид Васильевич (??.02.1948 — ??.10.1951), полковник[5]

## Отличившиеся воины дивизии
Герои Советского Союза:
- Бадмаев, Эренцен Лиджиевич, командир стрелковой роты 785-го стрелкового полка, старший лейтенант. Был представлен к званию Героя Советского Союза за отличие в Харбино-Гиринской операции советско-японской войны. Из-за национальной принадлежности Бадмаева награда была понижена до ордена Красного Знамени. Звание Героя Советского Союза было присвоено по повторному ходатайству Указом Президента СССР от 5 мая 1990 года.
- Буканов, Иван Александрович (1918—1943), командир взвода управления 308-го артполка, лейтенант. Герой Советского Союза. Звание присвоено посмертно 03.06.1944
- Вернидуб, Пётр Данилович (1924-26.10.1944), командир огневого взвода 270-го отдельного истребительного противотанкового дивизиона, лейтенант. Герой Советского Союза. Звание присвоено 24.03.1945 года, за бои в Вильнюсе
- Сапрыкин, Владимир Алексеевич, командир 2-го стрелкового батальона 612-го стрелкового полка, капитан. Герой Советского Союза. Звание присвоено посмертно 03.06.1944 года за проявленное мужество и героизм при выполнении боевого приказа, за уничтожение полка немецкой пехоты во время боя у Красной Слободы 3 июня 1944 года и вызов огня на себя. Однако, В. А. Сапрыкин остался в живых, и был подобран немецкими солдатами. Интересно то, что он в октябре 1941 года попал в окружение под Ельней, вышел из окружения, осуждён на 10 лет лишения свободы, с отсрочкой исполнения приговора и направлением на фронт в штрафбат, откуда вышел через месяц. Воевал в разных должностях до совершения указанного подвига. Не рискнул, имея за плечами судимость, штрафбат и новое пленение вернуться на родину, эмигрировал в Канаду. 25.08.1977 года Указ о присвоении звании Героя Советского Союза Сапрыкину В. А. был отменён «в связи с ошибочным представлением». 04.12.1991 года восстановлен в звании, но до этого момента не дожил, скончавшись 24.08.1990 года. В 1999 году прах героя был перезахоронен в братской могиле вместе с воинами его батальона у деревни Красная Слобода. ¹
- Соколов, Александр Николаевич (1913-12.10.1944), командир отделения 449-го стрелкового полка, сержант. Герой Советского Союза. Звание присвоено посмертно 24.03.1945 года, за отвагу проявленную 26.07.1944 года при форсировании Немана.
- Яковлев, Пётр Афанасьевич (08.09.1925 — 18.10.1944), командир пулемётного расчёта 449-го стрелкового полка, рядовой.Герой Советского Союза. Звание присвоено посмертно 24.03.1945 года, за отвагу проявленную 24.07.1944 года при форсировании Немана.

 Кавалеры ордена Славы 3-х степеней.
- Батагаев, Семён Иванович.Командир расчёта 82-мм миномёта 449-го стрелкового полка, старший сержант.
- Гук, Леонид Платонович. Командир расчёта 45-мм орудия 449 стрелкового полка, старший сержант. Умер от ран 19 мая 1945 года.
- Здрестов, Степан Михайлович (07.08.1921-13.01.1945). Командир расчёта 82-мм миномёта 449-го стрелкового полка, старший сержант. Погиб в бою 13 января 1945 года.
- Лянцев, Николай Васильевич, командир отделения разведки 308 артиллерийского полка, старший сержант.

## Награды дивизии
- 25 июля 1944 года — Почетное наименование «Виленская» — присвоено приказом Верховного Главнокомандующего № 0213 от 25 июля 1944 года в ознаменование одержанной победы и за отличие в боях при освобождении Вильно.
- 12 августа 1944 года —  Орден Красного Знамени — награждена указом Президиума Верховного Совета СССР от 12 августа 1944 года за образцовое выполнение заданий командования в боях с немецкими захватчиками, за прорыв обороны немцев на реке Неман и проявленные при этом доблесть и мужество.
- 14 ноября 1944 года —  Орден Суворова II степени — награждена указом Президиума Верховного Совета СССР от 14 ноября 1944 года за образцовое выполнение заданий командования при прорыве обороны немцев и вторжении в пределы Восточной Пруссии, проявленные при этом доблесть и мужество[8].
- 19 февраля 1945 года —  Орденом Кутузова II степени — награждена указом Президиума Верховного Совета СССР от 19 февраля 1945 года за образцовое выполнение заданий командования в боях с немецкими захватчиками, за прорыв обороны немцев в Восточной Пруссии и проявленные при этом доблесть и мужество[9].
- 19 сентября 1945 года —  Орден Александра Невского — награждена указом Президиума Верховного Совета СССР от 19 сентября 1945 года за образцовое выполнение заданий командования в боях против японских войск на Дальнем Востоке при форсировании реки Уссури, прорыве Хутоуского, Мишаньского, Пограничненского и Дуннинского укреплённых районов, овладении городами Мишань, Гирин, Яньцзи, Харбин и проявленные при этом доблесть и мужество[10].

Награды частей дивизии:
- 449-й стрелковый Ковенский[11] ордена Суворова[12] полк
- 612-й стрелковый Неманский ордена Александра Невского[13][14] полк
- 785-й стрелковый Краснознамённый[15] ордена Кутузова[13][14] полк
- 308-й артиллерийский Краснознаменный[13] ордена Александра Невского[12] полк.